# North Pole
North Pole est une ville d'Alaska, faisant partie du Borough de Fairbanks North Star, à 20 kilomètres de Fairbanks (Alaska), avec 2 183 habitants (en 2007). Elle est desservie par la Richardson Highway et s'étend au nord et à l'est de la Tanana River.
En dépit de son nom, elle se trouve à près de 3 000 kilomètres du pôle Nord.

## Activités
La cité a une vocation essentiellement touristique et commerciale, axée sur le Père Noël, à l'instigation de Con Miller, en 1949. Elle héberge une grande boutique de cadeaux, devant laquelle se trouve une monumentale statue du Père Noël en fibre de verre. Juste avant Noël, l'United States Postal Service de North Pole reçoit des centaines de milliers de lettres au Père Noël, et de nombreuses personnes veulent avoir le cachet de sa poste apposé sur leurs cartes de vœux, considéré comme celui de la ville du Père Noël.
Les rues de North Pole portent des noms en rapport avec la fête de Noël, comme la rue du Père Noël, la rue du bonhomme de neige, la rue saint Nicolas. Les éclairages publics sont décorées de sucres d'orge tandis que les voitures de pompiers et les ambulances sont peintes en rouge et les voitures de police en vert et blanc.
Par ailleurs, North Pole possède une raffinerie de pétrole, en prise directe avec l'Oléoduc trans-Alaska, ainsi qu'une station de radiotélévision, KJNP, qui diffuse tous les jours des messages en direction des habitants du bush afin de leur apporter des nouvelles.

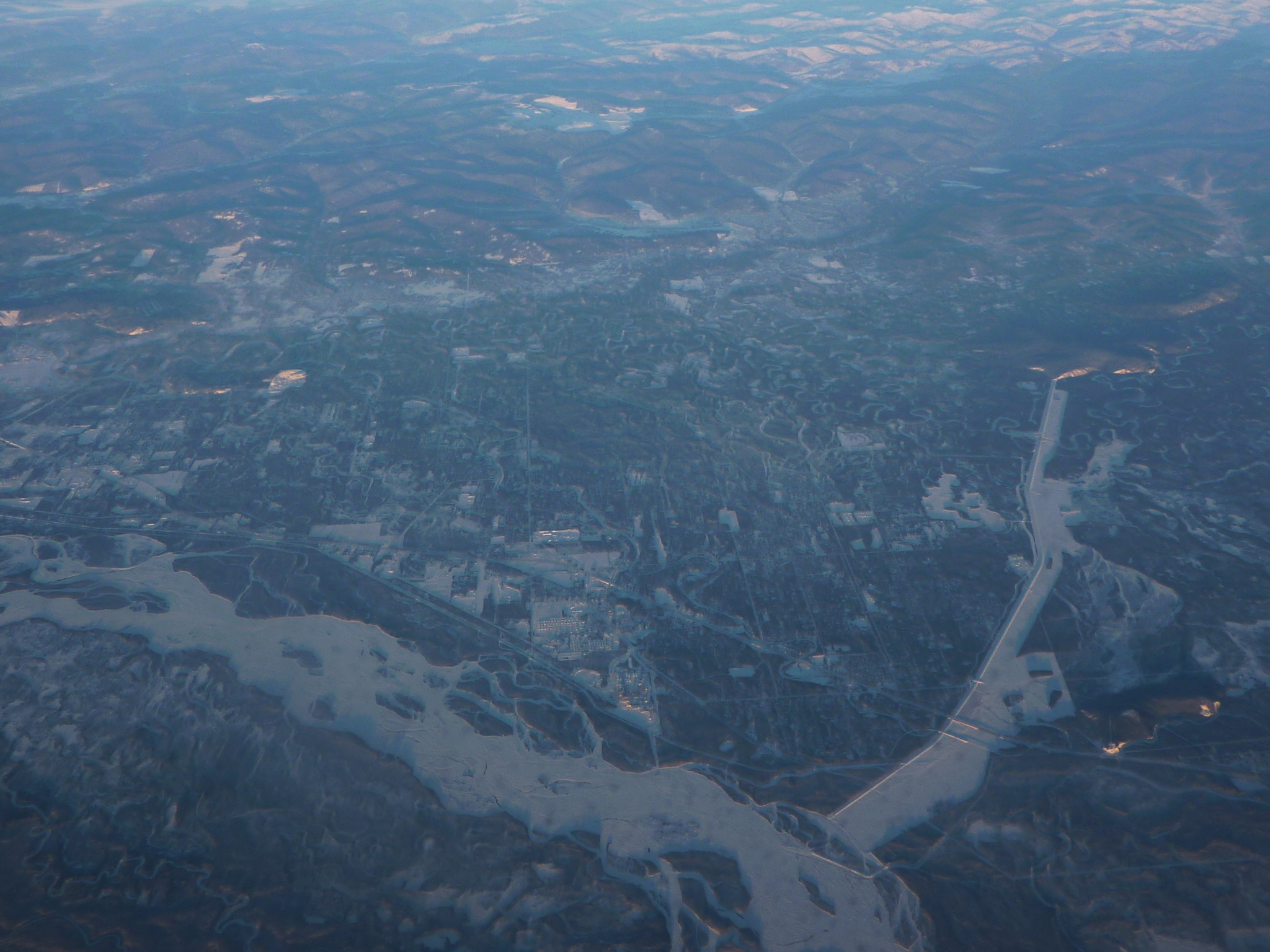
Une vue aérienne de janvier 2011 du pôle Nord, vers le nord, avec la rivière Tanana au sud-ouest de celle-ci

## Démographie
| 1960 | 1970 | 1980 | 1990  | 2000  | 2010  |
| ---- | ---- | ---- | ----- | ----- | ----- |
| 615  | 265  | 724  | 1 456 | 1 570 | 2 117 |